# Writer's Block (Peter Bjorn and John)
Writer's Block è il terzo album in studio del gruppo musicale svedese Peter Bjorn and John, pubblicato il 14 agosto 2006.
Acclamato dalla critica, la traccia Young Folks è stata inserita al quinto posto da Pitchfork nella classifica delle migliori canzoni dell'anno. Lo stesso album si piazzò in un'analoga classifica al ventiquattresimo posto sempre secondo Pitchfork, al quinto secondo Almost Cool e al decimo per Under the Radar.
A luglio 2007, il disco ha venduto oltre novantamila copie solo negli Stati Uniti.

## Tracce
1. Writer's Block – 0:16
2. Objects of My Affection – 4:35
3. Young Folks (feat. Victoria Bergsman) – 4:39
4. Amsterdam – 3:37
5. Start to Melt – 2:15
6. Up Against the Wall – 7:06
7. Paris 2004 – 3:52
8. Let's Call It Off – 4:05
9. The Chills – 3:50
10. Roll the Credits – 6:31
11. Poor Cow – 4:45